# Katherine Crawford
Katherine Crawford est une actrice américaine, née le 2 mars 1944 à Los Angeles, en Californie (États-Unis). Elle est essentiellement connue dans le monde pour son rôle de scientifique dans la série Le Nouvel Homme invisible.

## Filmographie
- 1970 : La Pluie de printemps de Guy Green : Ellen Meredith

### Télévision

#### Téléfilms
- 1966 : Pas d'escale pour le vol 06 : Jean
- 1976 : Riding with Death : Dr. Abby Lawrence

#### Séries télévisées
- 1963 : Suspicion : Loren Saunders (saison 1, épisode 28)
- 1963 : Alcoa Premiere (en) : Linda Cottrell (saison 2, épisode 30)
- 1963 : Channing (en) : Marty Maddow (saison 1, épisode 1)
- 1963 : The Eleventh Hour (en) : Valerie Walker (saison 2, épisode 12)
- 1963 : Haute Tension : Daphne Middleton (saison 1, épisode 3)
- 1963 : Le Virginien : Alice Lawford (saison 1, épisode 18)
- 1964 : The Great Adventure (en) : Eliza Allen (saison 1, épisode 16)
- 1964 : Arrest and Trial (en) : Frieda Jennison (saison 1, épisode 20)
- 1964 : La Grande Caravane : Eve Diel (saison 7, épisode 26)
- 1964 : Destry (en) : Melinda Carter (saison 1, épisode 6)
- 1964 : Des agents très spéciaux : Jill Denison (saison 1, épisode 2)
- 1964 : The Nurses (en) : Sally Foster (saison 3, épisode 3)
- 1964 : Le Virginien : Anna Swenson (saison 2, épisode 28), Felicity Andrews (saison 3, épisode 5)
- 1965 : Le Fugitif : Joanne Glenn (saison 2, épisode 19)
- 1965 : Haute Tension : Leslie Thurston (saison 2, épisode 21), Liese Schiff / Victoria Meinicke (saison 2, épisode 25)
- 1965 : Convoy (en) : Felicia Farrington (saison 1, épisode 3)
- 1966 - 1967 : Match contre la vie : Abby Powers (saison 2, épisode 7), Lucia Van Vorst (saison 3, épisode 13)
- 1967 : L'Homme de fer : Norma Wales (saison 1, épisode 9)
- 1968 : Opération vol : Nancy Ross-White (saison 1, épisode 4 & 8)
- 1968 : Brigade criminelle : Linda Jo Benson (saison 3, épisode 12)
- 1969 : Cent filles à marier : Julie (saison 2, épisode 12)
- 1970 : The Bold Ones: The New Doctors : Abby (saison 2, 3 épisodes)
- 1970 : Docteur Marcus Welby : Carol Barton (saison 1, épisode 23)
- 1971 : Le Virginien : Karen Gustaveson (saison 9, épisode 16)
- 1975 : Ellery Queen, à plume et à sang : Julia Wright (saison 1, épisode 3)
- 1976 : Capitaines et Rois : Mary Armagh (4 épisodes)
- 1976 : Le Nouvel Homme invisible : Dr. Abby Lawrence (principale)